# Okręgowe ligi polskie w piłce nożnej (1927)

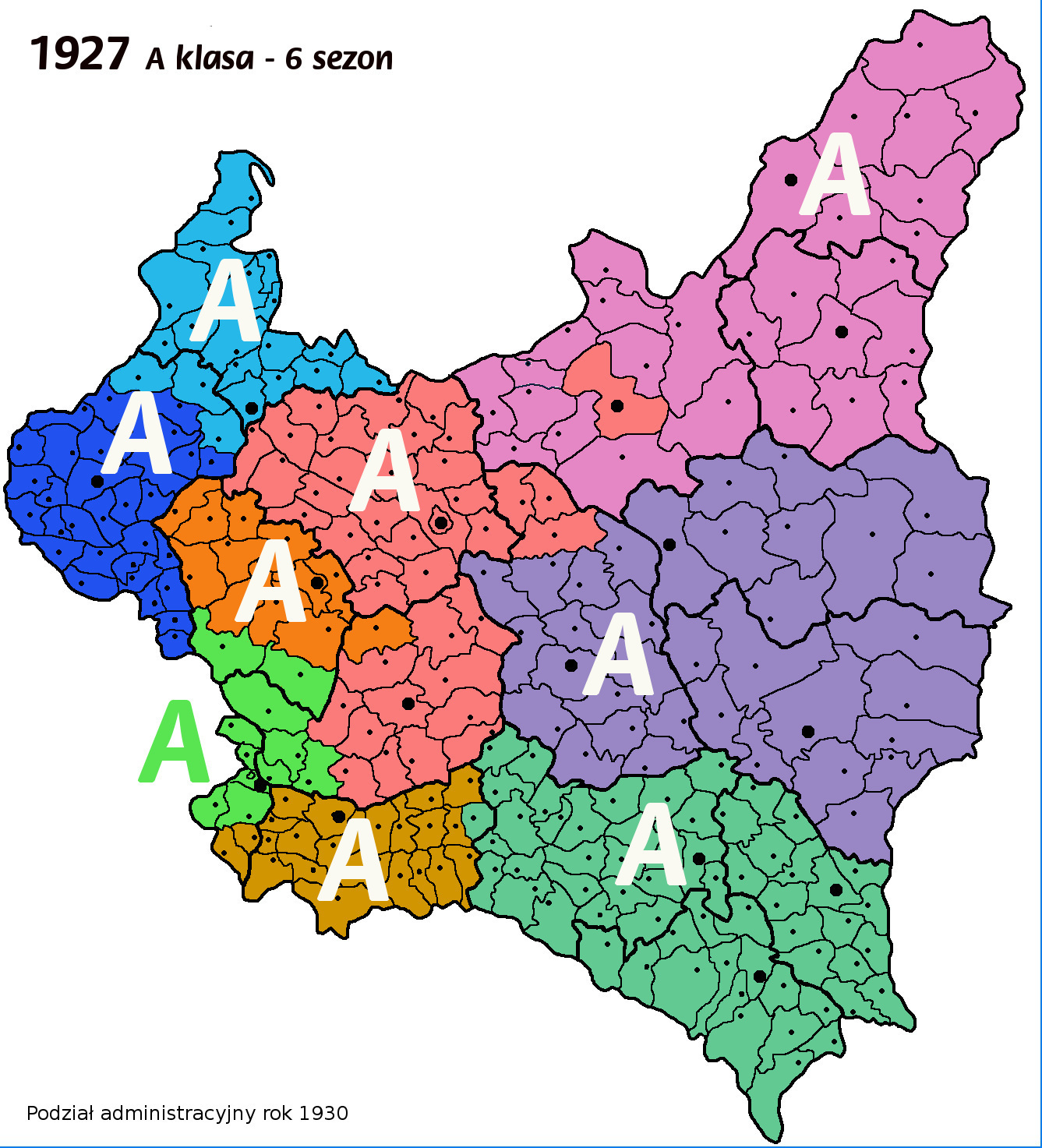
1927 rok A klasa

Okręgowe rozgrywki w piłce nożnej w sezonie 1927 odbywały się w 9 okręgach, a ich najwyższym poziomem była klasa A. Mistrzowie okręgów uzyskali awans do turnieju w walce o tytuł Mistrza Polski, które nie odbyły się z uwagi na utworzeniu ligi.

W roku 1927 ruszyła Liga, tworzy ją 14 klubów, które zostały „zaproszone” do tych rozgrywek przez inicjatorów pomysłu działaczy ze Lwowa. Toczy się konflikt pomiędzy Ligą, a PZPN-em. Ma to przełożenie na okręgowe struktury, gdyż OZPN-y, które opowiedziały się za PZPN-em nie przystąpiły do rozgrywek o wejście do Ligi.
| Poziomy rozgrywkowe w sezonie 1927 | Poziomy rozgrywkowe w sezonie 1927 | Poziomy rozgrywkowe w sezonie 1927 | Poziomy rozgrywkowe w sezonie 1927 |
| Rozgrywki                          | P                                  | Nazwa                              | Nazwa                              |
| ---------------------------------- | ---------------------------------- | ---------------------------------- | ---------------------------------- |
| Rozgrywki                          | P                                  | Rozgrywki pod patronatem PZPN      | Rozgrywki pod patronatem Ligi      |
| Centralne                          | I                                  | Mistrzostwa Polski                 | Liga                               |
| Okręgowe (9 okręgów)               | II                                 | A Klasa                            | Ligi okręgowe                      |
| Okręgowe (9 okręgów)               | III                                | B klasa                            |                                    |
| Okręgowe (9 okręgów)               | IV                                 | C klasa                            |                                    |

## Rozgrywki okręgowe

### Mistrzostwa Klasy A Krakowskiego OZPN
Rozgrywki pod patronatem PZPN
- mistrz: Cracovia

| Poz. | Drużyna                  | M    | Z    | R    | P    | Bramki | Punkty |
| ---- | ------------------------ | ---- | ---- | ---- | ---- | ------ | ------ |
| 1    | Cracovia                 | b.d. | b.d. | b.d. | b.d. | b.d.   | 18     |
| 2    | Tarnovia Tarnów (b)      | b.d. | b.d. | b.d. | b.d. | b.d.   | 14     |
| 3    | Zwierzyniecki Kraków (b) | b.d. | b.d. | b.d. | b.d. | b.d.   | 12     |
| 4    | Wawel Kraków             | b.d. | b.d. | b.d. | b.d. | b.d.   | b.d.   |
| 5    | Makabi Kraków            | b.d. | b.d. | b.d. | b.d. | b.d.   | b.d.   |
| 6    | BBSV Bielsko             | b.d. | b.d. | b.d. | b.d. | b.d.   | b.d.   |
| 7    | Biała Lipnik (b)         | b.d. | b.d. | b.d. | b.d. | b.d.   | b.d.   |
| 8    | Resovia (b)              | b.d. | b.d. | b.d. | b.d. | b.d.   | b.d.   |
| 8    | Błękitni Kraków (b)      | b.d. | b.d. | b.d. | b.d. | b.d.   | b.d.   |

- Decyzją władz KOZPN przed sezonem do klasy A dostały się także Resovia oraz Błękitni Kraków.
- Resovia po sezonie przeniosła się do Lwowskiego OZPN.
- BBSV Bielsko i Biała Lipnik po sezonie przeniosły się do Śląskiego OZPN.
- Do klasy B spadły Błękitni Kraków.
- Po ugodzie PZPN-u z Ligą, Cracovia awansowała do Ligi.

Rozgrywki pod patronatem Ligi – grupa Krakowska
- mistrz: Wisła II Kraków (jako II drużyna nie mogła wystąpić w eliminacjach), awans do eliminacji Garbarnia Kraków.

| Poz. | Drużyna             | M    | Z    | R    | P    | Bramki | Punkty |
| ---- | ------------------- | ---- | ---- | ---- | ---- | ------ | ------ |
| 1    | Wisła II Kraków     | b.d. | b.d. | b.d. | b.d. | b.d.   | 'b.d.  |
| 2    | Garbarnia Kraków    | b.d. | b.d. | b.d. | b.d. | b.d.   | b.d.   |
| 3    | Podgórze Kraków     | b.d. | b.d. | b.d. | b.d. | b.d.   | b.d.   |
| 4    | Sparta Kraków       | b.d. | b.d. | b.d. | b.d. | b.d.   | b.d.   |
| 5    | Olsza Kraków        | b.d. | b.d. | b.d. | b.d. | b.d.   | b.d.   |
| 6    | Korona Kraków       | b.d. | b.d. | b.d. | b.d. | b.d.   | b.d.   |
| 7    | Krowodrza Kraków    | b.d. | b.d. | b.d. | b.d. | b.d.   | b.d.   |
| 8    | Jutrzenka II Kraków | b.d. | b.d. | b.d. | b.d. | b.d.   | b.d.   |
| 9    | Sokół Chrzanów      | b.d. | b.d. | b.d. | b.d. | b.d.   | b.d.   |
| 10   | BKS Bochnia         | b.d. | b.d. | b.d. | b.d. | b.d.   | b.d.   |
| 11   | Pogoń Kraków        | b.d. | b.d. | b.d. | b.d. | b.d.   | b.d.   |

- Garbarnia Kraków zagrała w eliminacjach do ligi, które wygrał Śląsk Świętochłowice.
- Po ugodzie z PZPN utworzono jedną klasę A, do której awansowały drużyny z miejsc 2-7, pozostałe drużyny miały wystąpić w klasie B.

### Mistrzostwa Klasy A Lwowskiego OZPN
- mistrz: WKS 6 Pułk Lot. Lwów

| Poz. | Drużyna                      | M | Z    | R    | P    | Bramki | Punkty |
| ---- | ---------------------------- | - | ---- | ---- | ---- | ------ | ------ |
| 1    | WKS 6 Pułk Lotniczy Lwów (b) | 8 | b.d. | b.d. | b.d. | 29-12  | 10     |
| 2    | Lechia Lwów                  | 8 | b.d. | b.d. | b.d. | 23-11  | 10     |
| 3    | Janina Złoczów (b)           | 8 | b.d. | b.d. | b.d. | 13-26  | 5      |
| 4    | AZS Lwów (b)                 | 8 | b.d. | b.d. | b.d. | 15-27  | 4      |
| 5    | Pogoń Stryj (b)              | 8 | b.d. | b.d. | b.d. | 5-9    | 3      |

- Polonia Przemyśl zrezygnowała z występu we Lwowskiej A klasie, rozegrała sezon w „podokręgu” Przemyskim. Zwolnione miejsce po Polonii zajął WKS 6 Pułk Lot. Lwów[1].
- Nikt nie spadł do klasy B.
- Lwowski OZPN opowiedział się po stronie Ligi, więc klub WKS 6 Pułk Lot. Lwów został dopuszczony do eliminacji.

Rozgrywki Tymczasowego Związku Sportowego Ziemi Przemyskiej

Podokręg Przemyski skonfliktowany ze Lwowem utworzył własny okręg piłkarski. Do rozgrywek przystąpiły kluby Przemyskie: Polonia (zwycięzca), Czuwaj, Legia, Ruch, Świt i Hagibor.
- Po zażegnaniu konfliktu pomiędzy Przemyślem, a Lwowem w przyszłorocznych rozgrywkach drużyny z Przemyśla występują w rozgrywkach Lwowskiego OZPN.

### Mistrzostwa Klasy A Lubelskiego OZPN
- mistrz: WKS Unia Lublin

| Poz. | Drużyna               | M  | Z    | R    | P    | Bramki | Punkty |
| ---- | --------------------- | -- | ---- | ---- | ---- | ------ | ------ |
| 1    | WKS Unia Lublin       | 12 | b.d. | b.d. | b.d. | b.d.   | b.d.   |
| 2    | AZS Lublin            | 12 | b.d. | b.d. | b.d. | b.d.   | b.d.   |
| 3    | Sokół Równe (b)       | 12 | b.d. | b.d. | b.d. | b.d.   | b.d.   |
| 4    | WKS Zamość            | 12 | b.d. | b.d. | b.d. | b.d.   | b.d.   |
| 5    | WKS Hallerczyki Równe | 12 | b.d. | b.d. | b.d. | b.d.   | b.d.   |
| 6    | WKS Kowel             | 12 | b.d. | b.d. | b.d. | b.d.   | b.d.   |
| 7    | WKS/Unia II Lublin    | 12 | b.d. | b.d. | b.d. | b.d.   | b.d.   |

- Przed sezonem fuzja KS Lublinianki z WKS Lublin, nowa nazwa klubu WKS Unia Lublin. W tej samej klasie gra druga drużyna pod nazwą WKS Lublin.
- Spadła drużyna rezerw Unii – WKS Lublin oraz WKS Zamość, z klasy B awansował WKS 82 PP Brześć oraz Plage Laśkiewicz Lublin.
- Do Nowej Wołyńskiej klasy A zostały przesunięte drużyny: Sokół Równe, WKS Hallerczyki Równe, WKS Kowel.
- W następnym sezonie w Lubelskiej klasie A wystąpią 3 drużyny z Radomia i 2 z Siedlec.

### Mistrzostwa Klasy A Łódzkiego OZPN
- mistrz: ŁTSG Łódź (rezerwy ŁKS-u nie mogły wziąć udziału w eliminacjach)

Rozgrywki pod patronatem Ligi

Do Ligi przyłączyło na tyle dużo klubów, że zorganizowano dwie klasy I i II ligę.
| Poz. | Drużyna               | M  | Z    | R    | P    | Bramki | Punkty |
| ---- | --------------------- | -- | ---- | ---- | ---- | ------ | ------ |
| 1    | ŁKS II Łódź           | 14 | b.d. | b.d. | b.d. | b.d.   | 19     |
| 2    | ŁTSG Łódź             | 14 | b.d. | b.d. | b.d. | b.d.   | 18     |
| 3    | Sokół Zgierz          | 14 | b.d. | b.d. | b.d. | b.d.   | 10     |
| 4    | Klub Turystów II Łódź | 14 | b.d. | b.d. | b.d. | b.d.   | 9      |
| 5    | GMS Łódź              | 14 | b.d. | b.d. | b.d. | b.d.   | 9      |
| 6    | Hakoah Łódź           | 14 | b.d. | b.d. | b.d. | b.d.   | 9      |
| 7    | PTC Pabianice         | 14 | b.d. | b.d. | b.d. | b.d.   | 9      |
| 8    | ŁTG Siła Łódź         | 14 | b.d. | b.d. | b.d. | b.d.   | 3      |

- Do klasy B spadła Siła Łódź, po ugodzie z PZPN grupy się połączyły tworząc wspólną A klasę ŁOZPN.
- Do przyszłorocznej A klasy awansował Orkan Łódź, który grał w rozgrywkach II ligi.

Rozgrywki pod patronatem PZPN
| Poz. | Drużyna           | M | Z    | R    | P    | Bramki | Punkty |
| ---- | ----------------- | - | ---- | ---- | ---- | ------ | ------ |
| 1    | WKS Łódź (b)      | 8 | b.d. | b.d. | b.d. | b.d.   | 11     |
| 2    | Widzew Łódź       | 8 | b.d. | b.d. | b.d. | b.d.   | 9      |
| 3    | Union Łódź        | 8 | b.d. | b.d. | b.d. | b.d.   | 3      |
| 4    | Prosna Kalisz (b) | 8 | b.d. | b.d. | b.d. | b.d.   | 3      |
| 5    | Szturm Łódź (b)   | 8 | b.d. | b.d. | b.d. | b.d.   | b.d.   |

- Do klasy B spadł Szturm Łódź, po ugodzie z Ligą grupy się połączyły tworząc wspólną A klasę ŁOZPN.

### Mistrzostwa Klasy A Poznańskiego OZPN
- mistrz: Legia Poznań

Rozgrywki pod patronatem PZPN
| Poz. | Drużyna               | M  | Z    | R    | P    | Bramki | Punkty |
| ---- | --------------------- | -- | ---- | ---- | ---- | ------ | ------ |
| 1    | Legia Poznań (b)      | 8  | b.d. | b.d. | b.d. | 18-13  | 11     |
| 2    | Posnania Poznań       | 8  | b.d. | b.d. | b.d. | 20-16  | 9      |
| 3    | Pogoń Poznań          | 8  | b.d. | b.d. | b.d. | 16-11  | 9      |
| 4    | Ostrovia Ostrów Wlkp. | 10 | b.d. | b.d. | b.d. | 17-17  | 7      |
| 5    | Unia Poznań (b)       | 10 | b.d. | b.d. | b.d. | 14-18  | 7      |

- Z powodu konfliktu Ligi z PZPN mistrz rozgrywek nie wziął udziału w eliminacjach do Ligi.
- Decyzją władz nikt nie spadł do klasy B, awansowały Stella Gniezno, Sparta Poznań, Victoria Jarocin.
- Po zakończeniu konfliktu postanowiono połączyć dwie grupy w jedną klasę A.

Rozgrywki pod patronatem Ligi
- mistrz: HCP Poznań

| Poz. | Drużyna             | M    | Z    | R    | P    | Bramki | Punkty |
| ---- | ------------------- | ---- | ---- | ---- | ---- | ------ | ------ |
| 1    | HCP Poznań          | b.d. | b.d. | b.d. | b.d. | b.d.   | b.d.   |
| 2    | Olimpia Poznań*     | b.d. | b.d. | b.d. | b.d. | b.d.   | b.d.   |
| 3    | Admira Poznań       | b.d. | b.d. | b.d. | b.d. | b.d.   | b.d.   |
| 4    | Urania Poznań       | b.d. | b.d. | b.d. | b.d. | b.d.   | b.d.   |
| ?    | Sokół Kostrzyń      | b.d. | b.d. | b.d. | b.d. | b.d.   | b.d.   |
| ?    | Jutrzenka Szamotuły | b.d. | b.d. | b.d. | b.d. | b.d.   | b.d.   |
| ?    | Argonia Poznań      | b.d. | b.d. | b.d. | b.d. | b.d.   | b.d.   |
| ?    | Warta II Poznań     | b.d. | b.d. | b.d. | b.d. | b.d.   | b.d.   |

(?) – nie jest znane miejsce zajmowane przez klub.

(*) Olimpia Poznań (zupełnie inny zespół niż powstały w 1945 r. GKS Olimpia Poznań)
- Po zakończeniu konfliktu z PZPN-em utworzono jedną klasę A, do której w przyszłym sezonie przystąpiły(awansowały) kluby Warta II Poznań, HCP Poznań, Olimpia Poznań, pozostałe kluby zagrają w klasie B.

### Mistrzostwa Klasy A Śląskiego OZPN
- mistrz: Śląsk Świętochłowice

Rozgrywki pod patronatem Ligi

Liga Katowice
| Poz. | Drużyna              | M  | Z    | R    | P    | Bramki | Punkty |
| ---- | -------------------- | -- | ---- | ---- | ---- | ------ | ------ |
| 1    | Śląsk Świętochłowice | 10 | b.d. | b.d. | b.d. | b.d.   | b.d.   |
| 2    | 1.FC II Katowice     | 10 | b.d. | b.d. | b.d. | b.d.   | b.d.   |
| 3    | Ruch II Chorzów      | 10 | b.d. | b.d. | b.d. | b.d.   | b.d.   |
| 4    | WKS 75 PP Chorzów    | 10 | b.d. | b.d. | b.d. | b.d.   | b.d.   |
| 5    | WKS 73 PP Katowice   | 10 | b.d. | b.d. | b.d. | b.d.   | b.d.   |
| 6    | KS 09 Mysłowice      | 10 | b.d. | b.d. | b.d. | b.d.   | b.d.   |

- Kluby z miejsc 2-5 nie wystąpią w przyszłorocznych rozgrywkach A klasy.

Liga Sosnowiec
| Poz. | Drużyna            | M  | Z    | R    | P    | Bramki | Punkty |
| ---- | ------------------ | -- | ---- | ---- | ---- | ------ | ------ |
| 1    | KS Sosnowiec       | 14 | b.d. | b.d. | b.d. | b.d.   | b.d.   |
| 2    | Victoria Sosnowiec | 14 | b.d. | b.d. | b.d. | b.d.   | b.d.   |
| 3    | Hakoah Będzin      | 14 | b.d. | b.d. | b.d. | b.d.   | b.d.   |
| 4    | Sarmacja Będzin    | 14 | b.d. | b.d. | b.d. | b.d.   | b.d.   |
| 5    | Makabi Sosnowiec   | 14 | b.d. | b.d. | b.d. | b.d.   | b.d.   |
| 6    | Świt Sosnowiec     | 14 | b.d. | b.d. | b.d. | b.d.   | b.d.   |
| 7    | Brynica Czeladź    | 14 | b.d. | b.d. | b.d. | b.d.   | b.d.   |
| 8    | Wirginia Sosnowiec | 14 | b.d. | b.d. | b.d. | b.d.   | b.d.   |

Liga Częstochowa
| Poz. | Drużyna              | M | Z    | R    | P    | Bramki | Punkty |
| ---- | -------------------- | - | ---- | ---- | ---- | ------ | ------ |
| 1    | Warta Częstochowa    | 6 | b.d. | b.d. | b.d. | b.d.   | b.d.   |
| 2    | CKS Częstochowa      | 6 | b.d. | b.d. | b.d. | b.d.   | b.d.   |
| 3    | Victoria Częstochowa | 6 | b.d. | b.d. | b.d. | b.d.   | b.d.   |
| 4    | Skra Częstochowa     | 6 | b.d. | b.d. | b.d. | b.d.   | b.d.   |

- Finaliści 3 lig śląskich stoczyli walkę o awans do eliminacji, zwyciężyła drużyna Śląska Świętochłowice i awansowała do Ligi.
- Liga Częstochowska i Sosnowiecka po sezonie przeniesione do Kieleckiego OZPN.
- Po sezonie doszło do ugody z PZPN i utworzono 3 grupy Śląskiej A klasy.

Rozgrywki pod patronatem PZPN
| Poz. | Drużyna                 | M  | Z    | R    | P    | Bramki | Punkty |
| ---- | ----------------------- | -- | ---- | ---- | ---- | ------ | ------ |
| 1    | Pogoń Katowice          | 20 | b.d. | b.d. | b.d. | b.d.   | b.d.   |
| 2    | Dąb Katowice (b)        | 20 | b.d. | b.d. | b.d. | b.d.   | b.d.   |
| 3    | 06 Załęże Katowice      | 20 | b.d. | b.d. | b.d. | b.d.   | b.d.   |
| 4    | Diana Katowice (b)      | 20 | b.d. | b.d. | b.d. | b.d.   | b.d.   |
| 5    | AKS Chorzów             | 20 | b.d. | b.d. | b.d. | b.d.   | b.d.   |
| 6    | Naprzód Lipiny          | 20 | b.d. | b.d. | b.d. | b.d.   | b.d.   |
| 7    | KS Tarnowskie Góry (b)  | 20 | b.d. | b.d. | b.d. | b.d.   | b.d.   |
| 8    | Zjednoczeni Chorzów (b) | 20 | b.d. | b.d. | b.d. | b.d.   | b.d.   |
| 9    | KPW/KKS Katowice (b)    | 20 | b.d. | b.d. | b.d. | b.d.   | b.d.   |
| 10   | Iskra Siemianowice      | 20 | b.d. | b.d. | b.d. | b.d.   | b.d.   |
| 11   | KS 07 Siemianowice      | 20 | b.d. | b.d. | b.d. | b.d.   | b.d.   |

- Po zakończeniu sporu z Ligą utworzono 3 grupy Śląskiej klasy A. W następnym sezonie z Krakowskiego OZPN dołączy podokręg Bielsko.

### Mistrzostwa Klasy A Warszawskiego OZPN
- mistrz: Skra Warszawa

| Poz. | Drużyna             | M  | Z    | R    | P    | Bramki | Punkty |
| ---- | ------------------- | -- | ---- | ---- | ---- | ------ | ------ |
| 1    | Skra Warszawa (b)   | 14 | b.d. | b.d. | b.d. | b.d.   | 22     |
| 2    | Czarni Radom        | 14 | b.d. | b.d. | b.d. | b.d.   | 16     |
| 3    | Varsovia Warszawa   | 14 | b.d. | b.d. | b.d. | b.d.   | 15     |
| 4    | Ruch Warszawa (b)   | 14 | b.d. | b.d. | b.d. | b.d.   | 14     |
| 5    | Korona Warszawa     | 14 | b.d. | b.d. | b.d. | b.d.   | 14     |
| 6    | RKS Radom (b)       | 10 | b.d. | b.d. | b.d. | b.d.   | 13     |
| 7    | Orkan Warszawa (b)  | 10 | b.d. | b.d. | b.d. | b.d.   | 12     |
| 8    | Makabi Warszawa (b) | 10 | b.d. | b.d. | b.d. | b.d.   | 4      |

- RKS Radom i Czarni Radom po sezonie przenoszą się do Lubelskiego OZPN.
- Decyzją WOZPN Makabi Warszawa utrzymuje się w A klasie, a spada Orkan Warszawa.
- Z klasy B awansowały: AZS Warszawa, Marymont Warszawa, Pocisk Rembertów oraz po ustaniu sporu z Ligą rezerwy Legii, Warszawianki i Polonii.

### Mistrzostwa Klasy A Wileńskiego OZPN
- mistrz: Makabi Wilno

| Poz.                                                              | Drużyna           | M  | Z | R | P | Bramki | Punkty | Pkt po weryfikacji WOZPN | brakujące mecze                  |
| ----------------------------------------------------------------- | ----------------- | -- | - | - | - | ------ | ------ | ------------------------ | -------------------------------- |
| 1                                                                 | Makabi Wilno      | 9  | 4 | 3 | 2 | 17-9   | 11     | 12                       | brak wyniku 1 meczu – był remis  |
| 2                                                                 | WKS Pogoń Wilno   | 9  | 5 | 1 | 3 | 18-14  | 11     | 12                       | brak wyniku 1 meczu – był remis  |
| 3                                                                 | Ognisko Wilno (b) | 10 | 4 | 2 | 4 | 16-22  | 10     | 10                       |                                  |
| 4                                                                 | AZS Wilno         | 10 | 3 | 4 | 3 | 15-15  | 10     | 10                       |                                  |
| 5                                                                 | WKS 1PP Wilno     | 9  | 2 | 3 | 4 | 13-20  | 7      | 9                        | brak wyniku 1 meczu – zwycięstwo |
| 6                                                                 | Cresovia Grodno   | 9  | 3 | 1 | 5 | 18-17  | 7      | 7                        | brak wyniku 1 meczu – porażka    |
| Tabela niekompletna, brak wyników 2 meczów. Kolejność prawidłowa. |                   |    |   |   |   |        |        |                          |                                  |

- Reaktywowany AZS Wilno przejął w trakcie sezonu rozwiązaną drużynę Wilji Wilno i występuje w klasie A.
- Przed sezonem Hasmonea zmienia nazwę na ŻTGS Makabi Grodno.
- Rozgrywki prowadzono w ramach mistrzostw okręgu honorowanych przez PZPN, a po ich zakończeniu Makkabi nie grała w rundzie międzyokręgowej, gdyż jej nie przeprowadzono, tym samym nie przystąpiła do eliminacji o Ligę.
- Cresovia Grodno spadła do klasy B. Klub w następnym sezonie razem z klubami z Białegostoku przenosi się do Warszawskiego OZPN.
- (*) – Wilja Wilno przed sezonem zostaje rozwiązana, a jej miejsce zajmuje reaktywowany AZS Wilno.
- Z klasy B awansuje ŻAKS Wilno (Żydowski Akademicki Klub Sportowy).

- Makabi i Pogoń zdobyły taką samą liczbę punktów, zgodnie z regulaminem drużyny rozegrały dodatkowy dwumecz o mistrzostwo.

Dodatkowe mecze o mistrzostwo:
- Makabi: Pogoń (remis)
- 26.06.1921 – Pogoń: Makabi 2:2
- 3 mecz na neutralnym boisku wygrała Makabi.

### Mistrzostwa Klasy A Pomorskiego OZPN
- W 1927 roku siedziba związku zostaje przeniesiona z Torunia do Bydgoszczy, z tego powodu ulega zmianie nazwa z Toruńskiego OZPN na Pomorski OZPN.
- mistrz: Gryf Toruń – zdobywa mistrzostwo w pierwszych rozgrywkach, drugie zostały niedokończone.

| Poz. | Drużyna           | M | Z    | R    | P    | Bramki | Punkty |
| ---- | ----------------- | - | ---- | ---- | ---- | ------ | ------ |
| 1    | Gryf Toruń        | 8 | b.d. | b.d. | b.d. | b.d.   | b.d.   |
| 2    | Olimpia Grudziądz | 8 | b.d. | b.d. | b.d. | b.d.   | b.d.   |
| 3    | Polonia Bydgoszcz | 8 | b.d. | b.d. | b.d. | b.d.   | b.d.   |
| 4    | Zuch Toruń (b)    | 8 | b.d. | b.d. | b.d. | b.d.   | b.d.   |
| 5    | Bałtyk Toruń      | 8 | b.d. | b.d. | b.d. | b.d.   | b.d.   |

- Z Powodu nieprawidłowości w zarządzie oraz złej organizacji rozgrywek zarząd OZPN-u podał się do dymisji. Z tego powodu rozgrywki zostają unieważnione i powtórzone. Druga tura rozgrywek zostaje niedokończona, co nie wpływa na awnans do eliminacji, gdyż Pomorski OZPN był przeciwny Lidze. Do drugich rozgrywek został dopuszczony zwycięzca B klasy Goplania Inowrocław. W chwili przerwania klasyfikacja przedstawiała się następująco: Olimpia Grudziądz, Gryf Toruń, Polonia Bydgoszcz, Zuch Toruń, Goplania Inowrocław.
- Decyzja POZPN do klasy B spadł Bałtyk Toruń, nikt nie awansował z klasy B. Goplania Inowrocław zostaje w B klasie.
- PO ugodzie z PZPN-em ustalono, że rezerwy TKS Toruń wystąpią w przyszłym sezonie w A klasie.

## Eliminacje o I ligę
O pierwsze miejsce do niej walczyły jako mistrzowie okręgów, tylko 4 kluby. Okręgi warszawski i poznański, wobec zbyt późnego zakończenia rozgrywek u siebie, nie desygnowały swych mistrzów do walk o wejście do niej.

### Tabela grupy finałowej
|   | Klub                     | M | Pkt | Z | R | P | Br+ | Br− | Uwagi |
| 1 | Śląsk Świętochłowice     | 6 | 8   | 4 | 0 | 2 | 17  | 11  |       |
| 2 | Garbarnia Kraków         | 6 | 7   | 3 | 1 | 2 | 13  | 14  |       |
| 3 | ŁTSG Łódź                | 6 | 6   | 3 | 0 | 3 | 13  | 12  |       |
| 4 | WKS 6 Pułk Lotniczy Lwów | 6 | 3   | 1 | 1 | 4 | 12  | 18  |       |

Legenda:
|  | Prawo do gry w I lidze w 1928 |

### Wyniki
```
Śląsk Świętochłowice           xxx*3-0 3-0 5-2
Garbarnia Kraków               3-2 xxx 2-1 4-3
ŁTSG Łódź                      6-2 2-1 xxx 3-2
6 p. lotników Lwów             0-2 3-3 2-1 xxx
```

Pierwszy mecz grupy: Podgórze Kraków – ŁTSG 0-3 został anulowany. Podgórze potem była zastąpiona przez klub Garbarnia Kraków.
```
ŁTSG - Garbarnia 2-1 według FUJI i PLPN, 1-2 według Radoń.
Garbarnia - ŁTSG 2-1 według FUJI i PLPN, 1-2 według Radoń.
* Mecz Śląsk - Garbarnia 1-1 zweryfikowany jako walkower dla Śląska. Drużyna gości opuściła pole gdy sędzia postawił karny.
```